# Saša Marković (calciatore 1991)
Saša Marković (in serbo Саша Марковић?; Brus, 13 marzo 1991) è un calciatore serbo, centrocampista dell'OFK Belgrado.

## Palmarès

### Club

#### Competizioni nazionali
- Campionato cipriota: 1

Apollōn Limassol: 2021-2022
- Prva Liga Srbija: 1

OFK Belgrado: 2023-2024